# Mezquita Heydar

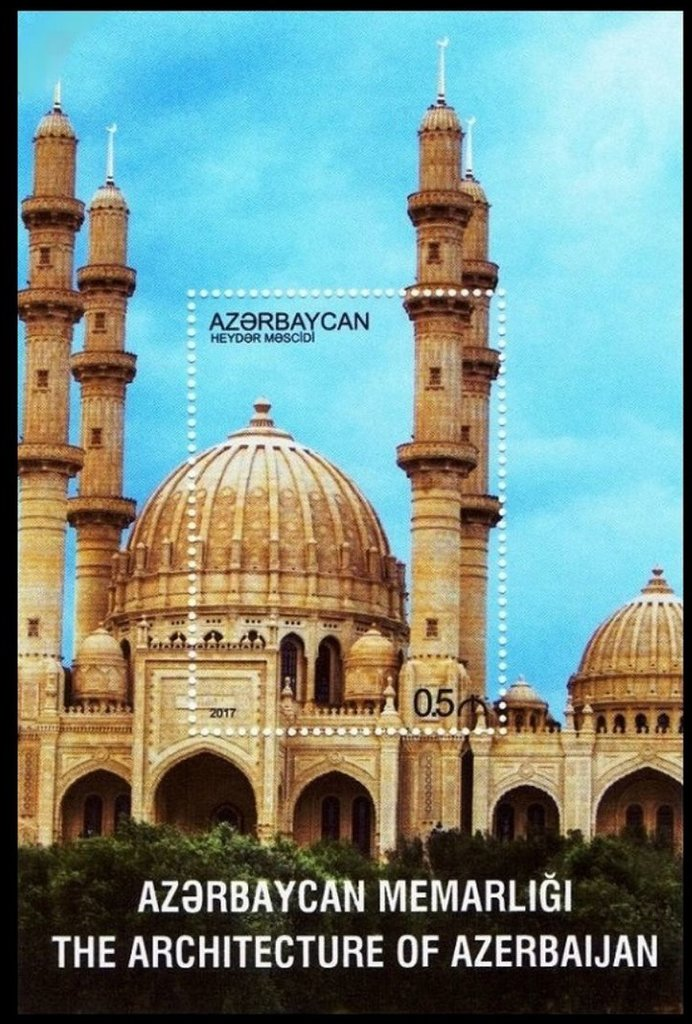
mezquita Heydar Azerbaiyán

Mezquita Heydar es una mezquita en Bakú y se ha construido en honor de expresidente de Azerbaiyán, Heydər Əliyev.

## Historia
La ceremonia de apertura de la Mezquita Heydar se realizó el 26 de diciembre de 2014. La mezquita cubre un área total de 12 000 metros cuadrados, y el área interna del edificio es de 4200 metros cuadrados. La fachada del edificio está decorada con piedras especiales. La mezquita tiene cuatro minaretes de altura 95 metros y dos domos de altura 55 metros y 35 metros. Las inscripciones de Corán fueron escritas en los lados de domos. Esta mezquita es un ejemplo de la escuela arquitectónica de Shirvan.
La oficina de los musulmanes del Cáucaso ha designado Imam Hafiz Abbasov para la secta sunita y Akhund Rufet Garayev para la secta chiita.